# Daniil Burkenya
Daniil Burkenya (en russe : Данил Сергеевич Буркеня ; né le 20 juillet 1978 à Achgabat dans le Turkménistan soviétique) est un athlète russe, spécialiste du triple saut et du saut en longueur.

## Biographie
Sa meilleure performance au triple saut est de 17,68 m en 2004, et en saut en longueur de 8,31 m en 2001.

### Palmarès
| Date | Compétition                     | Lieu      | Résultat | Épreuve          | Marque  |
| ---- | ------------------------------- | --------- | -------- | ---------------- | ------- |
| 2002 | Championnats d'Europe           | Munich    | 5e       | Saut en longueur | 7,90 m  |
| 2004 | Championnats du monde en salle  | Budapest  | 7e       | Triple saut      | 16,62 m |
| 2004 | Jeux olympiques                 | Athènes   | 3e       | Triple saut      | 17,48 m |
| 2004 | Finale mondiale de l'athlétisme | Athènes   | 2e       | Triple saut      | 17,20 m |
| 2006 | Championnats d'Europe           | Göteborg  | 6e       | Triple saut      | 16,96 m |
| 2006 | Coupe du monde des nations      | Athènes   | 5e       | Triple saut      | 16,84 m |
| 2007 | Jeux mondiaux militaires        | Hyderabad | 2e       | Triple saut      | 16,84 m |
| 2008 | Championnats du monde en salle  | Valence   | 8e       | Triple saut      | 16,84 m |

### Autres
- Champion de Russie du saut en longueur : 2000, 2001, 2002.
- Champion de Russie du triple saut : 2004, 2006.

### Records
| Épreuve          | Épreuve      | Performance | Lieu   | Date            |
| ---------------- | ------------ | ----------- | ------ | --------------- |
| Saut en longueur | En plein air | 8,31 m      | Toula  | 13 juillet 2001 |
| Saut en longueur | En salle     | 8,07 m      | Moscou | 15 janvier 1999 |
| Triple saut      | En plein air | 17,68 m     | Toula  | 30 juillet 2004 |
| Triple saut      | En salle     | 8,07 m      | Samara | 29 janvier 2004 |